# Colourstrings
Colourstrings er et pædagogisk system for strygerbegyndere, som tager sit udgangspunkt i den ungarske komponist, pædagog, og musikforsker Zoltán Kodálys metodik for sang og kor.
Systemet er udviklet for strygere af to ungarske brødre Géza og Csaba Szilvay omkring 1980.
Systemet bærer navnet Colourstrings fordi toner der spilles på en bestemt af strygeinstrumentets strenge, er tegnet med noder i en bestemt farve. Farverne gul, blå, orange, grøn og rød refererer til toner på henholdsvis e, a, d, g og c streng. 
Det hævdes at disse korrelationer mellem farverne og tonerne e, a, d, g, og c er hentet fra Wolfgang von Goethes teoretiske filosofi. 
Zoltán Kodalys sang og kormetodik handler i vid udstrækning om hvordan man udvikler "Det indre øre" – det, at man kan forestille sig hvorledes en tone klinger uden at den nødvendigvis synges, eller spilles.
For dette formål anvendte Kodaly solmisation – at synge på solfa – Do Re Mi Fa So La Ti Do – i forhold til en given grundtone, såkaldt relativ solmisation, samt noder og håndtegn for de forskellige trin i skalaen.
En dirigent kan med anvendelse af solfahåndtegn således både dirigere tonehøjde, som trin i en given skala, og puls og rytme, som i almindelig direktion.
I Danmark har systemet fra omkring 1990 især været båret af de første der uddannede sig i,og studerede systemet, især violinisterne Mette Storgård-Jensen, som var leder ved opstarten af et skoleprojekt i Holstebro på basis af konceptet og Henrik Tom-Petersen, der har videreudviklet materialet, som et integreret sammenspilsmateriale, baseret på danske sange og sangleje for, stryger begyndere, samt skrevet en del artikler om systemet. Fra Denne findes cello, violin og viola (bratsch)skoler, samt en omfattende samling sammenspilsmaterialer for begynderstrygeorkester. Væsentlig for undervisningsmaterialets videreudvikling har cellisten - Rumænsk fødte Maria Minculescu ydet et væsentligt bigdrag. Maria Minculescu er tilknyttet som lærer i strygerpædagogik på Det Kongelige Danske Musikkonservatorium i København (Royal Academy of Music, Copenhagen).